# Lijst van kranten in België
Hieronder volgt een lijst van kranten in België. Deze lijst bevat uitsluitend nationale kranten, en is mogelijk niet compleet.

## Dagelijkse kranten
| Krant                                                                          | Logo | Taal                      | Hoofdkwartier | Oplage (maart 2024) | Dagelijks bereik (november 2024) | Uitgever                          |
| ------------------------------------------------------------------------------ | ---- | ------------------------- | ------------- | ------------------- | -------------------------------- | --------------------------------- |
| L'Avenir                                                                       |      | Frans                     | Namen         | 55.075              | 984.000                          | Groupe IPM                        |
| Het Belang van Limburg                                                         |      | Nederlands                | Hasselt       | 65.462              | 597.500                          | Mediahuis                         |
| Belgisch Staatsblad / Moniteur belge / Belgisches Staatsblatt                  |      | Nederlands, Frans & Duits | Brussel       | 5                   | 40.000                           | Federale Overheidsdienst Justitie |
| La Dernière Heure                                                              |      | Frans                     | Brussel       | 22.711              | 857.700                          | Groupe IPM                        |
| L'Echo                                                                         |      | Frans                     | Brussel       | 8.127               | 439.700                          | Mediafin                          |
| Gazet van Antwerpen                                                            |      | Nederlands                | Antwerpen     | 54.155              | 813.600                          | Mediahuis                         |
| Grenz-Echo                                                                     |      | Duits                     | Eupen         | 6.185               | Onbekend                         | Groupe Rossel                     |
| Het Laatste Nieuws                                                             |      | Nederlands                | Antwerpen     | 173.533             | 2.102.900                        | DPG Media                         |
| La Libre Belgique                                                              |      | Frans                     | Brussel       | 23.171              | 800.200                          | Groupe IPM                        |
| De Morgen                                                                      |      | Nederlands                | Antwerpen     | 26.443              | 770.200                          | DPG Media                         |
| Het Nieuwsblad & De Gentenaar                                                  |      | Nederlands                | Antwerpen     | 157.562             | 1.666.800                        | Mediahuis                         |
| Le Soir                                                                        |      | Frans                     | Brussel       | 27.666              | 1.308.200                        | Groupe Rossel                     |
| De Standaard                                                                   |      | Nederlands                | Antwerpen     | 61.670              | 1.031.900                        | Mediahuis                         |
| Sudinfo (La Meuse, La Nouvelle Gazette, La Province, Nord Éclair, La Capitale) |      | Frans                     | Namen         | 47.121              | 1.173.100                        | Groupe Rossel                     |
| De Tijd                                                                        |      | Nederlands                | Brussel       | 25.360              | 616.700                          | Mediafin                          |

## Andere kranten
| Krant                               | Logo | Taal               | Hoofdkwartier | Oplage (maart 2024) | Dagelijks bereik (november 2024) | Uitgever               |
| ----------------------------------- | ---- | ------------------ | ------------- | ------------------- | -------------------------------- | ---------------------- |
| 7Dimanche                           |      | Frans              | Brussel       | 122.488             | 886.400                          | Groupe Rossel          |
| Artsenkrant / Le Journal du Médecin |      | Frans & Nederlands | Roeselare     | 25.525              | Onbekend                         | Roularta Media Group   |
| The Brussels Times                  |      | Engels             | Brussel       | 20.000              | Onbekend                         | The Brussels Times     |
| BRUZZ                               |      | Nederlands         | Brussel       | 50.406              | 215.300                          | Vlaams-Brusselse Media |
| Krant van West-Vlaanderen           |      | Nederlands         | Roeselare     | 44.057              | 523.600                          | Roularta Media Group   |
| Kurier Journal                      |      | Duits              | Sankt Vith    | 31.000              | ?                                | Groupe Rossel          |
| Wochenspiegel                       |      | Duits              | Eupen         | 36.700              | ?                                | Groupe Rossel          |
| De Zondag                           |      | Nederlands         | Roeselare     | 477.332             | 2.366.000                        | Roularta Media Group   |

## Krantenbijlages
| Krant                                                                                            | Logo | Taal               | Hoofdkwartier | Oplage (maart 2024) | Dagelijks bereik (november 2024) | Uitgever      |
| ------------------------------------------------------------------------------------------------ | ---- | ------------------ | ------------- | ------------------- | -------------------------------- | ------------- |
| Billie (bijlage van Het Nieuwsblad, De Gentenaar, Gazet van Antwerpen en Het Belang van Limburg) |      | Nederlands         | Antwerpen     | 337.004             | 961.900                          | Mediahuis     |
| Deuzio (bijlage van L'Avenir, La Dernière Heure en La Libre Belgique)                            |      | Frans              | Namen         | 69.488              | 226.500                          | Groupe IPM    |
| DS Weekblad (bijlage van De Standaard)                                                           |      | Nederlands         | Antwerpen     | 105.069             | 605.500                          | Mediahuis     |
| GrenzEcho Magazin (bijlage van Grenz-Echo)                                                       |      | Duits              | Eupen         | Onbekend            | Onbekend                         | Groupe Rossel |
| MAX (bijlage van La Meuse, La Nouvelle Gazette, La Province, La Capitale en Nord Éclair)         |      | Frans              | Namen         | 54.891              | 186.100                          | Groupe Rossel |
| De Morgen Magazine (bijlage van De Morgen)                                                       |      | Nederlands         | Antwerpen     | 51.945              | 346.200                          | DPG Media     |
| Mijn Geld & Mon Argent (bijlage van De Tijd en L'Echo)                                           |      | Frans & Nederlands | Brussel       | 88.943              | 310.000                          | Mediafin      |
| Nina (bijlage van Het Laatste Nieuws)                                                            |      | Nederlands         | Antwerpen     | 222.953             | 847.700                          | DPG Media     |
| Sabato (bijlage van De Tijd en L'Echo)                                                           |      | Frans & Nederlands | Brussel       | 80.051              | 361.400                          | Mediafin      |
| So Soir (bijlage van Le Soir)                                                                    |      | Frans              | Brussel       | 33.062              | 336.100                          | Groupe Rossel |
| Soir Mag (bijlage van Le Soir)                                                                   |      | Frans              | Brussel       | 50.075              | 604.700                          | Groupe Rossel |
| De Standaard Magazine (bijlage van De Standaard)                                                 |      | Nederlands         | Antwerpen     | 105.833             | 631.500                          | Mediahuis     |